# Hospodářská politika
Hospodářskou politiku můžeme obecně chápat jako přístup státu (vlády) k ekonomice své země. Jedná se o činnost, při které se nositelé hospodářské politiky (zákonodárné instituce – parlament, vládní instituce – vláda, emisní banka, instituce vytvářející tržní prostředí, soudní instituce, apod.), za využití celé řady nástrojů a svěřených pravomocí, snaží dosáhnout předem určených ekonomických (ale i společenských) cílů.  

## Obsah teorie
Hospodářská politika se zabývá výzkumem a vysvětlením jevů praktické hospodářské politiky. Jejím cílem je určit optimální hospodářskopolitické cíle a nástroje, pomocí nástrojů se následně dosáhne stanovených hospodářskopolitických cílů. Pomocí hospodářské politiky lze předvídat budoucí chování nositelů této politiky. Takto popsanou problematiku lze nazvat jako obecné problémy, které řeší teoretická hospodářská politika. Pomocí teoretické hospodářské politiky lze poskytnout doporučení, které slouží k rozhodování v praktické hospodářské politice. Otázkou praktické hospodářské politiky je najít nejúčinnější způsob, jak vynutit společensky žádoucí chování občanů.

## Historie

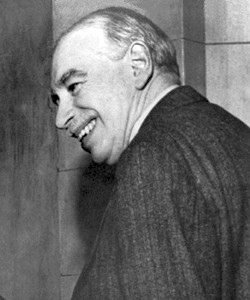
John Maynard Keynes

Hospodářská politika začala být považována za samostatnou vědní disciplínu až v průběhu 30. let 20. století, kdy se oddělila od makroekonomie, díky rostoucí roli státu. Za zakladatele hospodářské politiky v moderním pojetí je považován John Maynard Keynes. Hospodářská politika dle Keynese byla převážně uplatňována mezi léty 1930 až 1970.Hospodářská politika byla z historického hlediska uplatňována již mnohem dříve a to už od dob, kdy vládci přestali být rovnoprávnými tržními subjekty a začali využívat svou moc k získání určitých privilegií.
Hlavním milníkem hospodářské politiky bylo Keynesovo odmítnutí Sayova zákona, a to z důvodu podcenění problému agregátní poptávky. Keynes se tímto problémem začal zabývat sám a vypracoval teorii efektivní poptávky, která byla jeho hlavním přínosem v ekonomické teorii. Teorie efektivní poptávky Keynes vysvětlil následovně, recese a nedobrovolná nezaměstnanost je důsledkem neefektivní poptávkou. Tato teorie je někdy označována jako Keynesiánská revoluce.

## Stabilita hospodářské politiky
Je důležité, aby byla hospodářská politika stabilní. Nejistá hospodářská politika významně ovlivňuje firmy, a to konkrétně náklady na financování jednotlivých firem a jejich následné inovační aktivity. Nejistota hospodářské politiky vzniká vlivem určitých událostí, kterými můžou být například volby. Tyto události budí nejistotu a ovlivňují chování jednotlivců v ekonomice.

## Nositelé hospodářské politiky
Subjektem hospodářské politiky může být jednotlivec či skupina, která hraje aktivní roli ve tvorbě, provádění a kontrole hospodářské politiky. Z hlediska souboru institucí se jedná především o: 
- zákonodárné instituce – v České republice zákonodárná moc náleží parlamentu;
- vládní instituce – vláda, ministerstva, státní instituce jako jsou celní a daňové orgány, živnostenské úřady;
- nositele měnové politiky – emisní banka;
- instituce vytvářející a dohlížející na tržní prostředí – protimonopolní úřady;
- instituce zaručující vymahatelnost zákonem – soudní instituce;
- další instituce, které ji přímo či nepřímo ovlivňují – odbory, politické strany, atd.[2][8]

Objektem hospodářské politiky je ekonomika daného státu. Patří zde subjekty, které se podílejí na hospodářských procesech a nebo je svou činností ovlivňují. Charakterizovány jsou všechny vazby, které mezi subjekty v rámci probíhajícího hospodářského procesu vznikají.

## Členění hospodářské politiky
Jednotlivé přístupy státu k ekonomice lze popsat pomocí různých kritérií. Obecně se ale hospodářská politika dělí na makroekonomickou a mikroekonomickou. Další možností členění hospodářské politiky je dle nástrojů, které se používají při dosahování jednotlivých cílů hospodářské politiky. V rámci tohoto členění lze politiku rozdělit na systémotvornou a regulativní. 

### Makroekonomická hospodářská politika
Makroekonomická hospodářská politika se orientuje zejména na oblast makroekonomické rovnováhy a efektivnosti naplnění stanovených cílů. Jedná se o tyto cíle: míra nezaměstnanosti, míra inflace, tempo růstu reálného hrubého domácího produktu, deficit běžného účtu platební bilance. Výše uvedené cíle zobrazuje magický čtyřúhelník. Makroekonomická hospodářská politika zabezpečuje stabilitu ekonomiky, proto bývá označována jako politika stabilizační. Dosahování makroekonomické rovnováhy se rozlišuje na straně agregátní poptávky a agregátní nabídky. Do makroekonomické hospodářské politiky lze zařadit následující druhy politik:
- fiskální,
- monetární,
- mezinárodní (vnější hospodářskou),
- důchodovou.[11][10]

### Mikroekonomická hospodářská politika
Mikroekonomická hospodářská politika je někdy označována jako politika doplňující makroekonomickou hospodářskou politiku. Mikroekonomická hospodářská politika se zabývá zvyšováním efektivnosti při alokaci zdrojů. V rámci mikroekonomické hospodářské politiky lze rozlišit následující druhy politik:
- ochrany hospodářské soutěže,
- strukturální,
- důchodovou,

- sociální a jiné.[11][10]

## Cíle hospodářské politiky
Maximalizace společenského blahobytu, základní společenské cíle a tradiční ekonomické cíle představují cíle hospodářské politiky, které mají hierarchické uspořádání.

### Maximalizace společenského blahobytu
Primárním cílem hospodářské politiky je maximalizace společenského blahobytu. Tomuto cíli se věnuje největší pozornost. Problémem však nastává při definici tohoto cíle. Tento cíl se může definovat například jako celková suma dílčích užitků členů společnosti či kvalita života společnosti.

### Základní společenské cíle
Společenské cíle jsou nedílnou součástí společenského blahobytu. Mezi základní společenské cíle lze zařadit:
- svoboda - nepřítomnost překážek, která dovoluje realizovat přání,
- spravedlnost - stejná práva pro všechny - formální spravedlnost,
- jistota - neexistuje strach o svobodu, totální jistota ovšem nedosažitelná,
- pokrok - změna na vyšší kvalitativní úroveň, ale nemusí se vždy jednat o rozšíření znalostí, je neplánovaný,
- nezávislost - zodpovědnost za své činy, požadavkem je svoboda rozhodování a ekonomická svoboda,
- demokracie - existence vztahu nadřízenosti a podřízenosti, demokracie je zabezpečována politickým volebním právem,
- racionalita - založena na logice, je slučitelná s cíli, ale nesmí si odporovat.[13]

## Nástroje hospodářské politiky
Nástrojem (či prostředkem) hospodářské politiky rozumíme ekonomickou veličinu, pomocí níž mohou hospodářští politici dosahovat požadovaných cílů na zvolené proměnné. Takovou veličinou může být například cena, sazba daně, či konkrétní bankovní nebo kartelový zákon.
Hlavním kritériem třídění prostředků hospodářské politiky avšak je, jak daný nástroj působí na vývoje vztahů mezi účastníky trhu. V tom případě se nástroje dělí na:
- nástroje systémové (kvalitativní)
- nástroje běžné hospodářské politiky (kvantitativní)

### Systémové nástroje hospodářské politiky (kvalitativní)
Těmito druhy nástrojů rozumíme určitá pravidla chování pro ekonomické subjekty (nositele rozhodování). Do této skupiny nástrojů se řadí například: regulace cen a zahraničního obchodu či jejich liberalizace. Systémové nástroje mohou mít formu doporučení anebo donucovacích právních norem. Zpravidla mají tyto nástroje časově neomezenou platnost.

### Nástroje běžné hospodářské politiky (kvantitativní)
V případe použití nástrojů běžné hospodářské politiky nedochází ke změně organizace ekonomického systému, nýbrž pouze ke změně kvantitativních dat, která jsou základem pro rozhodování ekonomických subjektů. Mohou jimi být úrokové sazby či změna daňového zatížení.

## Magický čtyřúhelník
Magický čtyřúhelník je velmi jednoduchým a přehledným způsobem, jak je možné graficky zachytit základní cíle hospodářské politiky. Těchto cílů (ekonomického růstu, nízké nezaměstnanosti, nízké a stabilní inflace, vnější rovnováhy) je někdy velmi obtížné dosáhnout současně – většinou se stává, že dosažení jednoho cíle znamená ztrátu jiného.
Pro každou zemi platí následující věta: Čím více se bude magický čtyřúhelník sledované země blížit magickému čtyřúhelníku optimálnímu, tím lze hospodářskou politiku považovat za úspěšnější a účinnější.